# Nagy londoni tűzvész
Nagy londoni tűzvész néven ismert az a tűzvész, amely 1666. szeptember 2. és 5. között pusztította az angol fővárost. A lángok a középkori városmagban, a City of Londonban csaptak föl, és, bár nem érték el, de komolyan veszélyeztették az arisztokraták lakta Westminstert, II. Károly angol király Whitehall-palotáját és a legtöbb külvárosi nyomornegyedet. A tűz 13 200 házat, 87 plébániatemplomot, a régi Szent Pál-székesegyházat és a City legtöbb hatósági épületét felemésztette. Becslések szerint a belváros 80 000 lakosa közül 70 000 otthona lett semmivé. A halálos áldozatok száma ismeretlen és kevésnek becsült, mivel csupán hat halálesetet jegyeztek fel. Manapság azonban vitatják ezt, mivel a szegény és középosztálybeli áldozatokat nem rögzítették a források, és a hő sok áldozat testét elhamvaszthatta, elpusztítva minden felismerhető nyomot.
A tűz egy királyi pékségben, a Pudding Lane-en keletkezett, ahol Thomas Farriner (vagy Farynor), a pékség vezetője figyelmen kívül hagyta, hogy az egyik kemencéjében nem aludt ki a parázs. Ennek következtében 1666. szeptember 2-án, vasárnap, nem sokkal éjfél után ütött ki a tűz. A lángok gyorsan terjedtek nyugat felé. A korabeli legjelentősebb védekezési eszköz, a házak lerombolásával történő tűzgátak kialakítása a kelleténél jóval később kezdődtek a londoni főpolgármester, Sir Thomas Bloodworth tehetetlensége és határozatlansága miatt. Mire vasárnap éjjelre kiadták a parancsot a magas fokú védekezésre, a tűz már olyan erős lett, hogy a legtöbb próbálkozásnak ellenállt. Hétfőn a tűz észak felé terjedt, és elérte a City szívét. Az utcákon megbomlott a rend, amikor külföldi szándékos gyújtogatókról kezdtek beszélni. A hajléktalanok főleg a hollandokra és franciákra gyanakodtak, mivel éppen akkor folyt a második angol-holland háború. Ezen bevándorlók így lincselések és utcai erőszak áldozativá váltak. Kedden a tűz a belváros legtöbb területére átterjedt, elpusztítva a Szent Pál-katedrálist, valamint átjutott a Fleet-folyón is, ezzel többek között II. Károly westminsteri udvarát veszélyeztetve. Ezalatt folyamatosan próbálták szervezett körülmények között csillapítani a lángokat, eredménytelenül. Végül az, hogy mégis sikerült eloltani a tüzet, két tényezőnek volt köszönhető: az erős keleti szél csillapodott, és a londoni Tower helyőrségének puskaporral sikerült tűzgátakat kialakítaniuk, ami megfékezte a további terjedést keleti irányba.
A katasztrófa okozta társadalmi és gazdasági problémák rendkívüli mértékűek voltak. II. Károly arra buzdította a londoniakat, hogy hagyják el a várost, és máshol telepedjenek le, mivel a király félt egy esetleges lázadás kitörésétől a nincstelen menekültek körében. A tűzvész után London utcáit lényegében a korábbinak megfelelően építették újjá, annak ellenére, hogy számos radikális változtatást is javasoltak.

## London az 1660-as években
Az 1660-as évekre London Nagy-Britannia legnagyobb városává nőtte ki magát, és 500 000-re becsült lakosságával több ember élt ott, mint Anglia következő ötven legnépesebb városában együttvéve. A város Párizs barokk pompájához képest John Evelyn szerint „faházak szervezetlen halmaza” volt, és felhívta a figyelmet a fa használatából és az épületek zsúfoltságából adódó tűzveszélyre is. A "szervezetlen" alatt Evelyn azt értette, hogy a város nem tervezés, hanem rögtönzött építkezések, organikus növekedés és városszétfolyás következményeként nyerte el akkori alakját. A település a római időkből maradt városfalakon belül fokozatosan túlnépesedett. A falakon kívül mocskos külvárosi nyomornegyedek alakultak ki és terjeszkedtek szét, mint például Shoreditch, Holborn, vagy Southwark, amik már az egykor független Westminster városát is elérték.
A 17. század végére a Citynek nevezett terület – amit az ókori falak és a Temze határolt – csupán egyik városrésze volt Londonnak. Területe kb. 700 angol holdnyi (2,8 km² vagy 1,1 négyzetmérföld) volt, és 80 000 embernek, a teljes londoni lakosság hatodának, adott otthont. A belvárost nyomornegyedek gyűrűje fogta közre, ahol a legtöbb londoni élt. Csakúgy, mint ma, a City a főváros kereskedelmi központja volt, itt volt a legnagyobb piac és a legforgalmasabb angliai kikötő, ami a kereskedő és iparos rétegek irányítása alatt állt. Az arisztokrácia kerülte a Cityt, és vagy a nyomornegyedeken túli vidéken laktak, vagy az előkelő Westminster negyedben (a mai West End), II. Károly whitehalli udvarában. A gazdagok szívesebben éltek a közlekedési dugóktól hemzsegő, szennyezett és egészségtelen Citytől távol, különösen miután 1665-ben súlyos pestisjárvány tört ki a belvárosban.
A City és a Korona igen feszült viszonyban volt egymással. Az 1642 és 1651 között lezajló angol forradalom idején a City a republikánusok központja volt, így a tehetős és gazdaságilag erős belváros veszélyt jelentett II. Károly hatalmára. Ezt jól mutatja, hogy az 1660-as évek elején a városrész számos republikánus lázadás színhelye volt. A City elöljárói részt vettek a forradalomban, és jól emlékeztek arra, hogyan szerezte meg I. Károly az abszolút hatalmat, nemzeti traumát okozva ezzel. Elszántan próbálták meghiúsítani, hogy I. Károly fia bármilyen hasonlót tegyen, és amikor a tűzvész a várost fenyegette, visszautasították a király által felkínált katonákat és erőforrásokat. Még ilyen katasztrófahelyzet esetén is politikailag egy időzített bomba lett volna a királyi erőket a városba vezényelni. Mire II. Károly átvette az irányítást a tehetetlen főpolgármestertől, a tűz már megfékezhetetlenné vált.

### Tűzveszélyek a belvárosban

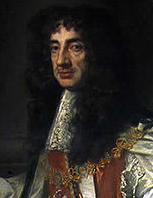
II. Károly

A Cityben az utcák elrendezése még mindig középkori képet mutatott, rengeteg túlzsúfolt, szűk, szeles és kikövezett sikátorral. Már 1666 előtt is számos tűzvész történt itt, a legutóbbi 1632-ben. A fa és nád, mint építőanyag már évszázadok óta tiltott volt, de a lakók olcsó mivoltuk miatt továbbra is használták ezeket. Az egyetlen nagyobb, kőből épített rész a City gazdag központja volt, ahol a tágas telkeken kereskedők és üzletemberek elegáns házai álltak, egy túlzsúfolt, szegények lakta belső körgyűrűvel övezve. Az ilyen szegényes városrészeken minden talpalatnyi helyet kihasználtak házépítésre, hogy alkalmazkodni tudjanak a gyorsan növekedő népességhez. A City ezen területén szintén rengeteg tűzveszélyes műhely volt – kohászatok, kovácsműhelyek, üveges műhelyek –, amit elméletileg tiltottak, de a gyakorlatban eltűrtek. A lakóházak között vegyesen voltak szétszórva ezek a munkahelyek, amik a forróság, szikrák és szennyezés fő forrásai voltak, és működésükkel tovább fokozták a tűzveszélyt. Egy tipikus londoni lakóépület fából épült, hat- vagy hétemeletes volt, kiszélesített emeleti alapterülettel: az épület földszinti alaprajza keskeny volt, de az emeleteken a lehető legjobban kiszélesítették a házakat az utca fölé (jettying). Az házak ily módon kiugró felső szintjei ezáltal majdnem összeértek a keskeny sikátorokban, még inkább erősítve a tűzveszélyt. Egy korabeli megfigyelő szerint: "ez elősegíti egy tűzvész kialakulását és meggátolja az oltást". De a "lakók mohósága és az elöljárók elnéző magatartása (értsd: korrupció)" igencsak kedvezett az ilyen kialakítási módnak. 1661-ben II. Károly egy kiáltványban megtiltotta, hogy így építkezzenek, de a helyi önkormányzat ezt figyelmen kívül hagyta. A király következő, komolyabb üzenete 1665-ben már felhívta a figyelmet a tűzveszélyre, és az ellenszegülő építőmestereknek börtönbüntetést ígért, a veszélyes épületeket pedig lebontásra ítélte. Azonban még ezzel sem sikerült komolyabb hatást elérnie.
Az 1666-os tűzvész terjedésében a folyópart jelentős szerepet játszott. A Temze vizet biztosított az oltáshoz, és csónakokon el lehetett menekülni, de a szegényebb területeken a part mentén gyúlékony raktárak és pincék sorakoztak, amik tovább táplálták a lángokat. A rakparton roskadozó faházak és kátránykunyhók egymásra voltak zsúfolva az "öreg papírviskókkal és a leginkább éghető anyagokkal, mint a szurok, kátrány, kender, gyanta és len, amiket mind a környéken tároltak". Londonban rengeteg puskapor volt, különösen a folyóparton. Sokat magánemberek házaiban lehetett fellelni az angol polgárháború hagyatékaként. Oliver Cromwell seregének volt tagjai még maguknál tartották muskétáikat és a lőport, amivel megtölthetik azokat. Minden 600 tonnából 500-at azonban a londoni Towerban tároltak, a London Bridge északi lábánál. A rakpart mentén élő hajóácsoknál szintén nagy mennyiségű puskapor volt, amit fahordókban tároltak.

### 17. századi tűzvédelem

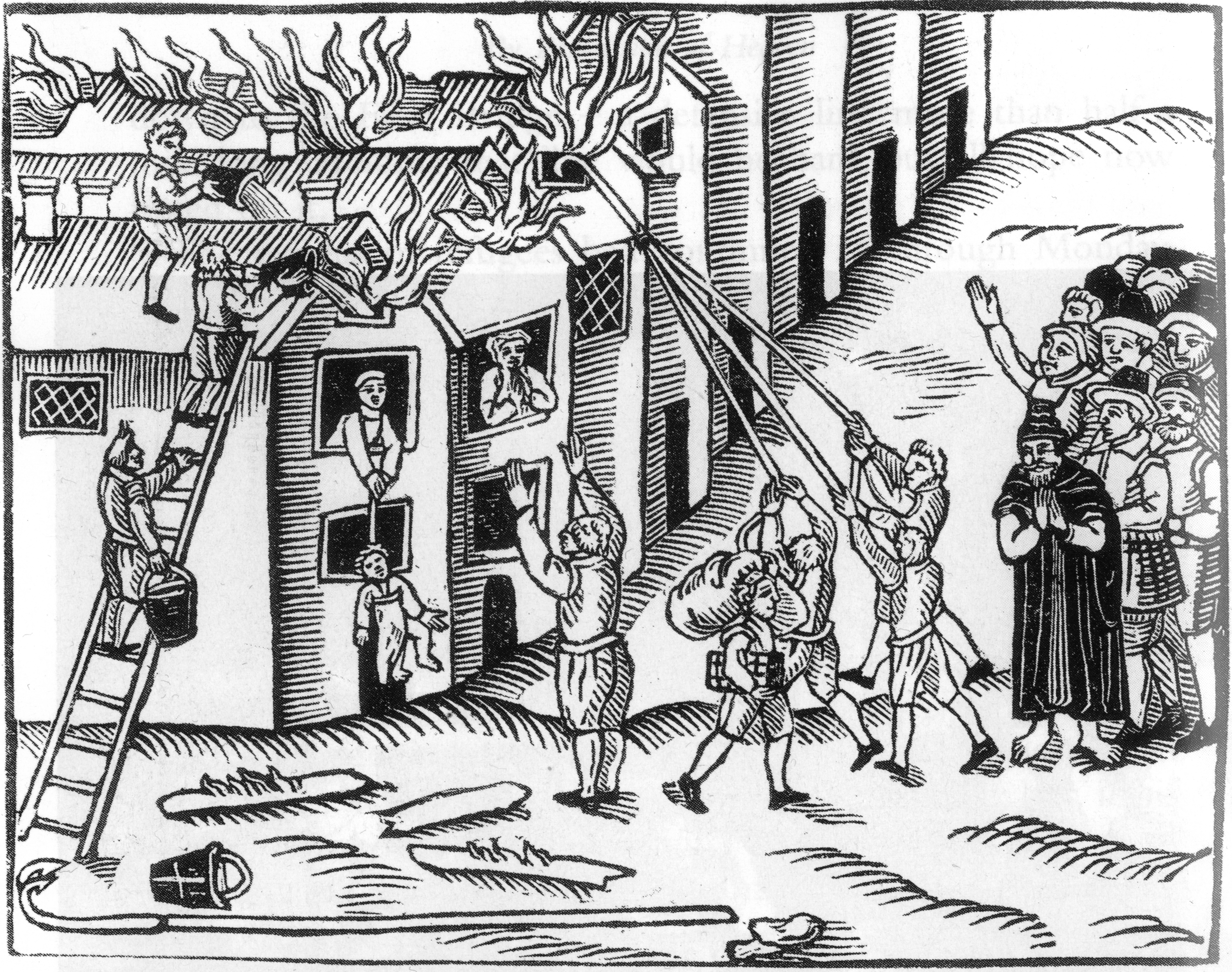
Tűzoltás kampókkal a devoni Tivertonban (1612)

Gyakoriak voltak a tűzesetek a zsúfolt, gyúlékony raktárakkal és faházakkal teli városban, ahol nyílt tüzelésű kandallókat és gyertyákat használtak. Nem volt rendőrség vagy tűzoltóság, de London helyi polgárőrsége (Trained Bands) elérhető volt általános katasztrófahelyzetben, és a tűz időben történő észlelése az éjjeliőrök feladata volt, akik sötétedés után járták az utcákat. Az önmagára támaszkodó közösség eljárásai tűz esetén általában megfelelően és eredményesen működtek. A közérdekeket szem előtt tartó polgárokat a tompa harangszó riasztotta egy-egy veszélyes tűzeset idején, akik ilyenkor sürgősen összegyűltek a védekezés megszervezéséhez, és lebonyolításához. A megfékezéshez használt módszerek a rombolással kialakított tűzgátak és a víz voltak. A törvény szerint minden plébániatemplomot fel kellett szerelni az oltáshoz szükséges eszközökkel: hosszú létrákkal, bőrből készült vödrökkel, fejszével és kampókkal, amikkel az épületeket le tudták rombolni. Az ilyen kampók egy hosszú, kb. 9 méteres rúd végére voltak erősítve egy gyűrűvel együtt, amit a veszélyben lévő ház tetőgerendájához tudtak rögzíteni és így kötelek és csigák segítségével le tudták rombolni az épületet. Néha a magasabb épületeket puskapor szervezett robbantásával tudták gyorsan és hatékonyan ledönteni. Ezt az erőszakosnak tűnő módszert a nagy tűzvész vége felé már egyre gyakrabban használták, és a mai történészek álláspontja szerint ez volt a döntő ok, amiért sikerült megfékezni a lángokat.

## A tűz elleni sikertelen harc okai

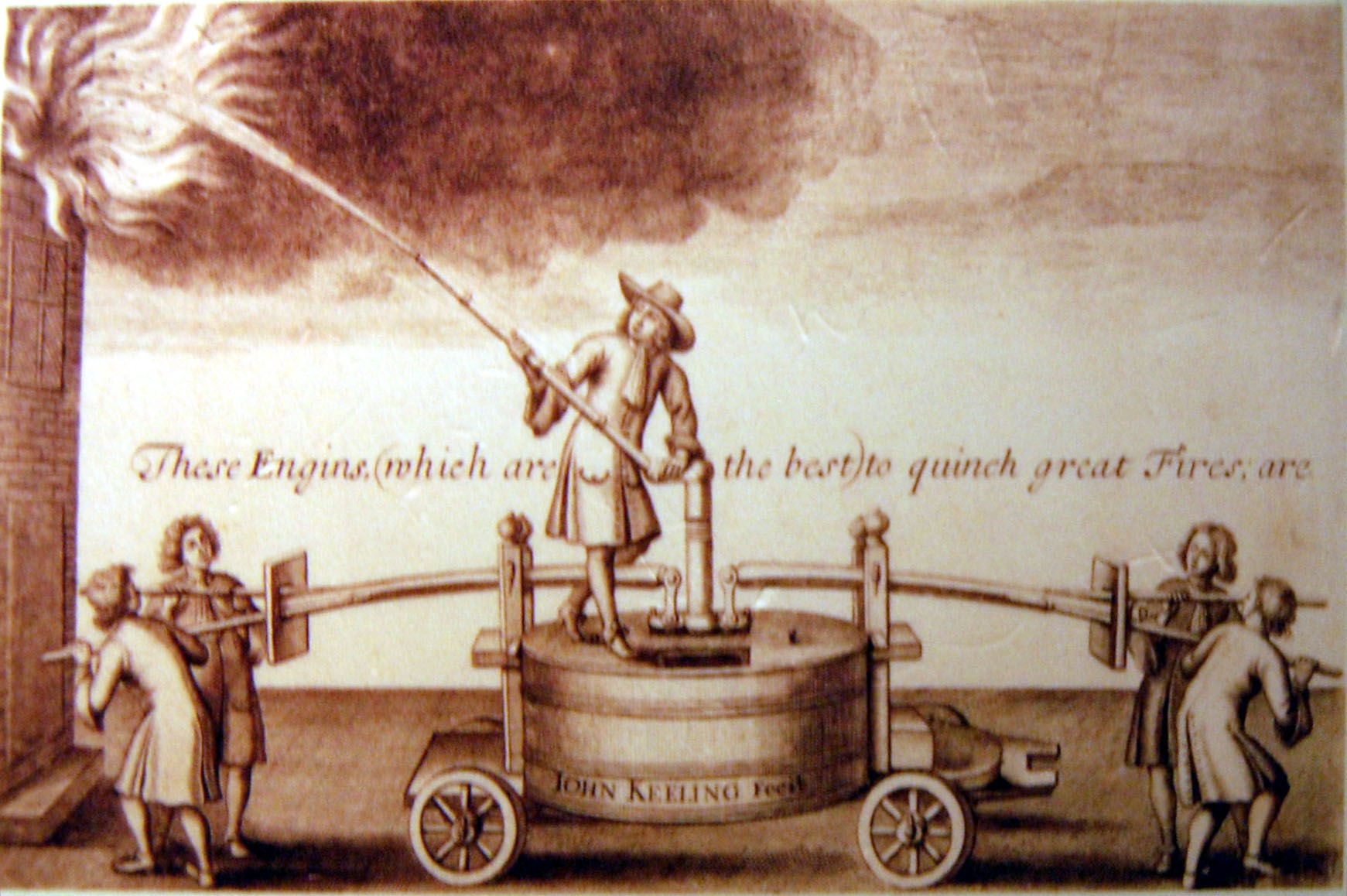
Egy tűzoltó szerkezet korabeli hirdetése

A London Bridge-et, ami az egyetlen összeköttetés volt a City és a Temze déli partja között, házakkal építették be, és emiatt már az 1632-es tűzvész során is életveszélyesnek bizonyult. Az 1666-os katasztrófa idején sem volt másképp, vasárnap hajnalra az épületek a hídon már lángokban álltak, és Samuel Pepys, aki a londoni Towerből figyelte az eseményeket, súlyos aggodalmát fejezte ki az ott lakó barátaiért. Ha a tűz átterjed a London Bridge-en túlra, Southwark borough is veszélybe kerülhet. Erre végül szerencsére azért nem került sor, mert a hídon lévő házak között volt egy nagyobb szabad terület, ami tűzgátként megakadályozta a lángok továbbterjedését. Az 5,5 méter magas római kori városfallal körbezárt City szegényeit az a veszély fenyegette, hogy bezárják őket a lángok közé. Amikor a lángok elérték a folyópartot, ellehetetlenítve ezzel a vízen való menekülést, a lehetséges kiutat csupán a fal nyolc kapuja biztosította. Kezdetben igen kevesen hagyták el az égő Cityt. A legtöbben magukhoz vették minden ingóságukat, amit tudtak, és elmentek a legközelebbi menedékhelyre, ami leggyakrabban a templom vagy a Szent Pál-katedrális környéke volt. A tűz gyors terjedése miatt azonban általában órákon belül újból költözniük kellett, néhányuknak egy nap akár "négyszer vagy ötször" is tovább kellett állniuk. Csak hétfőn, a kései órákban vált nyilvánvalóvá, hogy el kell hagyni a Cityt. A szűk kapuknál majdnem pánik tört ki, ahogy a kétségbeesetten menekülők a falon túlra akartak jutni csomagjaikkal, kézikocsijukkal, lovaikkal és szekereikkel.
Az oltást leginkább az utcák szűkössége hátráltatta. A szekerek és gyalogosok forgataga közlekedési dugót okozott, ami egyébként is mindennapos volt a Cityben. A tűz alatt ráadásul a továbbjutást az is nehezítette, hogy az emberek ideiglenesen a sikátorokban telepedtek le ingóságaikkal, vagy éppen a katasztrófa színhelyéről menekülve kifelé áramlottak, ezzel ellehetetlenítve a tűzgátak kialakítására, valamint az oltáshoz siető mentőcsapatok befelé jutását.
A tűz körüli épületek lerombolása kampókkal vagy robbantással általában hatásos védekezés volt a további károk megfékezésére. Ebben az esetben azonban a tűzgátak kialakításának megkezdése már végzetesen későnek bizonyult, a főpolgármester vezetői képesség és magabiztosság hiányában képtelen volt elrendelni a szükséges parancsokat. Mire személyesen a király rendelte el, hogy ne kíméljék az épületeket, a lángok már számos házat felemésztettek, és a lebontásra érkező munkások nem tudtak átjutni a zsúfolt utcákon.
A víz használata a tűz oltásához szintén hamar meghiúsult. Elméletileg 30 000 épület számára szilfából készült csőrendszeren keresztül tudtak vizet biztosítani a cornhilli víztoronyból, ami dagály idején töltődött föl, valamint egy islingtoni víztározóból, ahol a hertfordshire-i forrásvizet tárolták. A tűzhöz közel gyakran meg tudtak nyitni egy-egy csövet, amit tömlőhöz csatlakoztattak, vagy segítségével vödröket töltöttek meg. Ráadásul a Pudding Lane közel volt a Temzéhez. Elméletileg minden, a folyótól a pékséghez és a szomszédos épületekhez vezető sikátorban a tűzoltók kialakíthattak volna egy-egy sort, az egyik a vízzel teli vödröket adogathatta volna a tűzhöz, a másik pedig az üres vödröket juttatta volna vissza a folyóhoz. Ez azonban nem történt meg, vagy legalábbis befejezték, mire Pepys vasárnap délelőtt elkezdte figyelni az eseményeket. Pepys azt írta a naplójába, hogy senki sem kísérelte meg eloltani a lángokat, ehelyett félelmükben menekültek az emberek, sietve próbálták "magukhoz venni holmijukat, mindent hátrahagyva az enyészetnek." A lángok gond nélkül jutottak el a folyópartig, és hamar meggyújtották a könnyen éghető tárolókat a rakpart mentén. Az így kialakuló tűzvész nemcsak elvágta a tűzoltók útját a folyóhoz, hanem lángra lobbantotta a London Bridge alatt található vízkerekeket, ami biztosította a vizet a cornhilli toronynak. A közvetlen kapcsolat a folyóhoz, valamint a vízvezetékek által biztosított víz így egyszerre vált elérhetetlenné.
London fel volt szerelve fejlett tűzoltó technikával, amolyan korabeli tűzoltó szerkezetekkel, amit korábban már használtak nagyméretű tűzesetek megfékezéséhez. Azonban a hasznos kampókkal ellentétben ezeket a szivattyúkat nehezen lehetett mozgatni és nem lehetett őket a gyakorlatban megfelelően használni, így nem is befolyásolták számottevően az eseményeket. Csupán néhány volt kerékkel felszerelve, a többi egy emelvényre volt rögzítve. A szerkezeteket messziről kellett a helyszínre hozni, és emiatt fennállt a veszély, hogy késve érkeznek, valamint, mivel csak kifolyócsővel látták el őket, korlátozott hatósugaruk volt. A nagy londoni tűzvész idején ismeretlen számú tűzoltó szerkezetet gurítottak vagy vonszoltak keresztül az utcákon, néhányat a City túlsó végéből. A csövekben, amik segítségével meg kellett volna tölteni őket, már nem volt víz, de a folyópart egyes szakaszai még elérhetőek voltak. Ahogy az emberek kétségbeesetten próbálták a vízhez irányítani a monstrumokat, hogy feltölthessék a tartályokat, sok szerkezet magatehetetlenül a Temzébe bukott. Ráadásul ekkorra a lángok körül már akkora volt a hő, hogy a gépeket nem tudták megfelelő közelségbe vinni. A Pudding Lane-be ráadásul már egyet sem sikerült bejuttatni.

## A tűz terjedése
A londoniak személyes élményeit a tűzvészről levelek és memoárok őrzik. A kor két legjelentősebb naplóírója, Samuel Pepys (1633–1703) és John Evelyn (1620–1706) a tűzvész alatt napról napra lejegyezték az eseményeket és saját reakcióikat, nagyon igyekeztek a városban történteket pontosan követni. Ezt az is bizonyítja, hogy szerdán (a katasztrófa negyedik napján) mindketten meglátogatták a City északi felében található Moorfields parkot, ahol hatalmas táborhelyet alakítottak ki a menekülteknek. Az ott látottak mindkettejüket megrendítette. Naplóik a történések mai rekonstruálásának legfontosabb forrásai. A 2000-es években készült két könyv, Tinniswoodtól (2003), valamint Hansontól (2001), felhasználta William Taswell (1651–1682) rövid memoárjait is, aki 1666-ban a Westminster iskola egy tizennégy éves tanulója volt.
1664 és 1665 esős nyara után Londont 1665 novemberétől rendkívüli szárazság sújtotta. Az 1666-os év forró nyara miatt a faházak olyannyira kiszáradtak, hogy nagyon könnyen meggyulladtak. A Pudding Lane-en kezdődő tűz elsősorban nyugat felé terjedt a rendkívül erős keleti szél miatt.

### Vasárnap

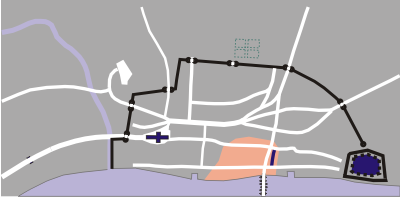
A tűz terjedése szeptember 2-án este. A fekete vonal a római városfalakat jelöli, a City határát

Szeptember 2-án, vasárnap, nem sokkal éjfél után tűz ütött ki Thomas Farriner pékségében a Pudding Lane-en. A család az emeleten rekedt, de sikerült egy ablakon keresztül a szomszéd házba mászniuk. Egy szolgálólány azonban annyira megrémült, hogy meg se kísérelte a menekülést, így ő lett az első áldozat. A szomszédok próbáltak segíteni a tűzoltásban, és nagyjából egy órával később a felügyelők is megjelentek a helyszínen, akik arra jutottak, hogy a környező épületeket le kell rombolni a tűz továbbterjedésének megelőzése érdekében. A tulajdonosok tiltakozni kezdtek, ezért kihívták London főpolgármesterét, Sir Thomas Bloodworthöt, az egyetlen embert, aki a tiltakozások ellenére is kiadhatta volna a parancsot a rombolásra. Mire Bloodworth kiért, a lángok már felemésztették a szomszédos házakat is és a folyóparti gyúlékony raktárakat fenyegette. A tapasztaltabb tűzoltók a tűzgátak kialakítását siettették, de Bloodworth ezt visszautasította, azzal érvelve, hogy a lerombolandó épületeket bérelték, és a valódi háztulajdonosokat nem lehet megtalálni. Bloodworth-ről mindenki úgy tartotta, hogy azért választották főpolgármesternek, mert könnyen befolyásolható volt, és nem azért, mert a feladat elvégzéséhez szükséges adottságokkal rendelkezett volna. Amikor egy hirtelen vészhelyzettel találta szembe magát, pánikba esett. A nagy nyomás alatt mondta a gyakran idézett megjegyzést is: "Ugyan! Egy nő is el tudná oltani!", majd távozott. Miután a lángok elemésztették a Cityt, Pepys visszatekintve a történtekre a következőket írta naplójába szeptember 7-én: "Az emberek mindenhol az én főpolgármesterem egyszerűségét [hülyeségét] szidják, ezt pontosítva ezen tűzeset kapcsán, őt hibáztatják a történtekért."

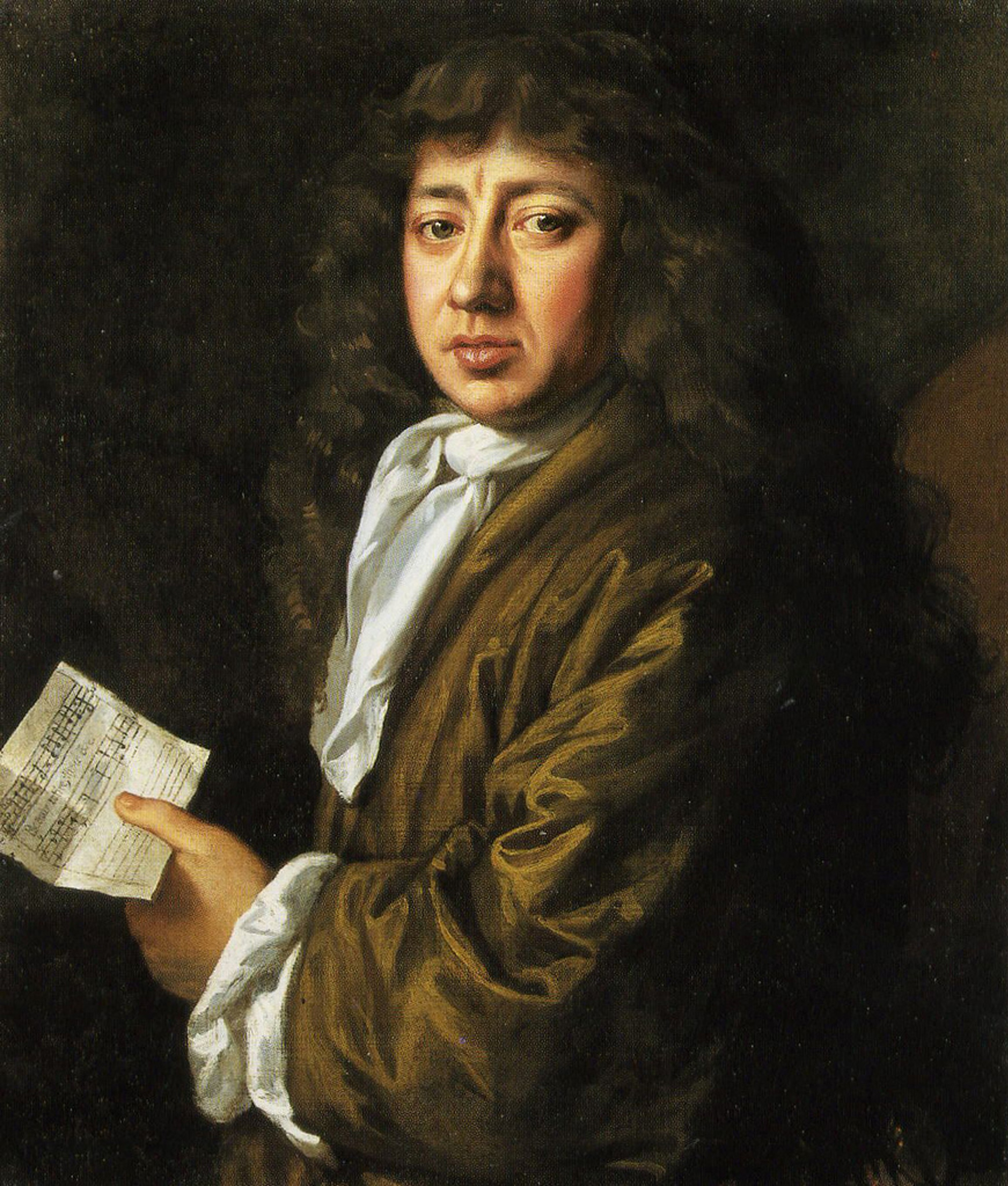
"Sírnom kellett, amikor megláttam." Samuel Pepys (1633–1703) 1666-ban, a nagy tűzvész évében. John Hayls festménye

Vasárnap reggel Pepys, aki rangidős tiszt volt a Haditengerészetnél, felment a londoni Towerba, hogy onnan figyelje a tüzet. Itt jegyezte fel naplójába, hogy a keleti szél miatt már tűzvész tombol. Addigra számos templomot, valamint saját becslése alapján 300 épületet emésztettek fel a lángok, amik már elérték a folyópartot is. A London Bridge házai is égtek. Pepys csónakba ült, hogy megvizsgálhassa a pusztulást a Pudding Lane környékén. Feljegyzései szerint "szánalmas" volt a tűz, "mindenki azon fáradozott, hogy összecsomagolja ingóságait és a folyóba dobja, vagy a közeli uszályokra rakja; szegény emberek addig próbáltak házaikban maradni, amíg a lángok már éppenhogy el nem érték őket, majd gyorsan a csónakokhoz szaladtak, vagy lépcsőközről lépcsőközre kúsztak a vízparton." Pepys ezek után nyugat felé folytatta útját a folyón, Whitehall felé, "ahol emberek jöttek hozzám, és én elmeséltem nekik a látottakat, megrémítve ezzel őket, és a Király fülébe is eljutottak a történtek. Így behívtak hozzá és én elmondtam a Királynak és York hercegének [Stuart Jakab, II. Károly öccse, később II. Jakabként angol király], hogy mit láttam, és ha Őfelsége nem parancsolja meg a házak lerombolását, semmi nem állítja meg a tüzet. Mindketten igen zaklatottnak tűntek, és a Király azt parancsolta nekem, hogy menjek a Lord Mayorhoz [főpolgármester], és parancsoljam meg neki, hogy egyik házat se kíméljék, hanem mindet döntsék le, mielőtt elérné őket a tűz." Jakab felajánlotta a királyi testőrség segítségét is a tűzoltáshoz.
A Pudding Lane-től egy mérföldre nyugatra, a Westminster Lépcsőknél a fiatal William Taswell épp a westminsteri apátság kora reggeli miséjéről jött, amikor néhány menekülőt látott megérkezni egy kibérelt uszályon, ruha nélkül, csupán takarókba burkolózva. Az uszályok vezetőinek bére hihetetlen drága lett, és csak a legszerencsésebb túlélőknek sikerült helyet szerezniük a hajókon.
A nagy szélben a tűz gyorsan terjedt. Vasárnap délelőttre az emberek felhagytak azzal, hogy megpróbálják eloltani a tüzet és csak menekültek. A menekülők áramló tömege, csomagjaik és szekereik miatt a tűzoltóknak lehetetlenné vált a tűz felé nyomulniuk. Pepys hintóban indult vissza a City felé, de csak a Szent Pál-katedrálisig jutott, onnan gyalog kellett továbbmennie. Az ingóságokkal teli kézikocsikkal a gyalogosok még mindig a tűz elől menekültek. Azokban a templomokban, amiket nem fenyegetett közvetlen veszély, felhalmozták bútoraikat és értékeiket, amiket azonban nemsokára újból tovább kellett vinni. Pepys rátalált Bloodworthre, aki épp a tűz oltását igyekezett megszervezni, és az összeomlás határán volt, "mint egy ájult nő". A király parancsára, hogy le kell rombolni a házakat, panaszosan kiabált, hogy éppen azt teszi, "de a tűz gyorsabb, mint [sic!] amilyen gyorsan mi tudunk dolgozni." Polgári méltóságába kapaszkodva visszautasította Jakab katonákról tett ajánlatát, és hazament lefeküdni. II. Károly lehajózott Whitehallból királyi díszbárkáján, hogy szemügyre vegye a helyszínt. Annak ellenére, hogy Bloodworth biztosította róla Pepyst, azt találta, hogy az épületeket még mindig nem döntik le, ezért a király merészen megsemmisítette Bloodworth hatáskörét és tűzgátak rombolással történő kialakítását rendelte el a tűztől nyugatra. A késés miatt azonban ezen intézkedések jórészt eredménytelenné váltak, mivel a tűz addigra már irányíthatatlanul hömpölygött.
Vasárnap délutánra, 18 órával azután, hogy a Pudding Lane-ben riadót fújtak, a tűz dühöngő tűzviharrá vált, ami saját időjárást generált. A kéményhatásnak köszönhetően a forró levegő hihetetlen mértékben áramlott fölfelé a lángok fölé. Az emeleten kiszélesedő épületek a légáram keresztmetszetét leszűkítették, és a föld felett a sikátorokban így vákuum jött létre. Az így keletkezett belső szél azonban nem oltotta el a tüzet, ahogy sokan gondolhatnák. Ehelyett friss oxigénhez juttatta a lángokat és a felfelé törekvő forró levegő miatt kialakuló turbulencia szabálytalanul észak és dél irányba változtatta meg az eredetileg keleti szelet, ami még mindig fújt.
A kora esti órákban Pepys a feleségével és néhány barátjával ismét csónakba szállt, és elindultak a tűz felé, ami még ekkor is folyamatosan növekedett. Megparancsolták a hajósnak, hogy „olyan közel menjen a lángokhoz, hogy már érezzük a füstöt; és a Temze teljes széltében és hosszában, a széllel szembe helyezkedve majd’ meggyulladt az ember a tűzcseppek záporától.” Amikor ezek a "tűzcseppek" elviselhetetlenné váltak, a csoport letelepedett egy sörházban a déli parton ahol sötétedésig maradtak és látták az égő északi partot, valamint a London Bridge-et.

### Hétfő

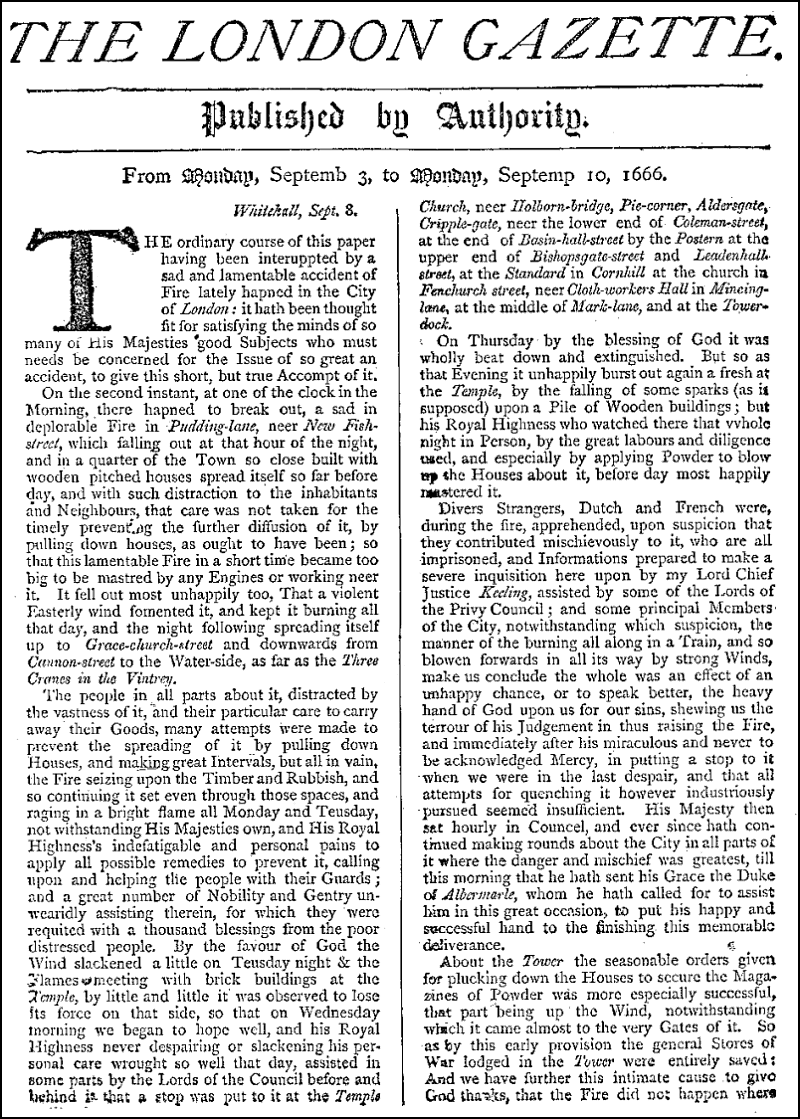
A The London Gazette 1666. szeptember 3-10-ei számának címlapja. A cikk a tűzvészről számol be.

Szeptember 3-án, hétfő hajnalra a tűz főleg észak és nyugat felé terjedt, a tűzvihar okozta turbulencia miatt pedig észak és déli irányba is terjedt, gyorsabban, mint vasárnap. Dél felé a Temze ugyan a lángoknak útját állta, ám a London Bridge házai kigyulladtak, pusztulással fenyegetve a híd túloldalán elterülő Southwark városrészt. Southwark végül azért menekült meg, mert egy korábban kialakult tűzgát volt a hídon, egy nyílt terület az épületek között, ami meggátolta a tűz további előrenyomulását. Ez a gát már korábban is, az 1632-es tűzvész idején is megvédte a déli folyópartot. Néhány átsodródó izzó fadarab meggyújtotta ugyan a déli partot, azonban ezt hamar eloltották. Észak felé a lángok elérték a City pénzügyi központját. A bankárok Lombard Streeten álló házai hétfő délután kezdtek égni, ami következtében a tehetős tulajdonosok sürgősen elkezdték kimenekíteni az aranyrudakat, mielőtt azok elolvadhattak volna. Számos megfigyelő kiemeli a londoniakon a második napon eluralkodó kétségbeesést és tehetetlenséget, hogy nem tudják megmenteni a gazdag és divatos negyedeket és épületeket, mint amilyen a Royal Exchange (tőzsde és bevásárlóközpont működött az épületben) vagy a Cheapside fényűző boltjai voltak. A Royal Exchange épülete késő délután gyulladt ki, és néhány óra alatt az enyészeté lett. John Evelyn udvaronc az eseményeket így jegyezte fel naplójába:
A tűz mindenhol égett és az embereken olyan döbbenet lett úrrá, nem tudom, hogy reménytelenség vagy végzet miatt, a kezdetektől fogva alig próbálta valaki eloltani a lángokat, ezért semmi mást nem lehetett hallani vagy látni, mint kiabálást és siránkozást, mindenki őrült módjára szaladgált, még csak meg sem próbálva megmenteni értékeiket, oly furcsa döbbenet uralkodott el mindenkin.
Evelyn a Citytől négy mérföldre (kb. 6 km-re) lakott, Deptfordban, így nem látta a tűzvész korai szakaszát. Hétfőn csatlakozott több magasabb osztályba tartozó emberhez, és lovaskocsin Southwarkba ment, hogy megnézze amit Pepys az előző nap jegyzett fel: a folyó túloldalán égő Cityt. A tűz ekkorra már sokkal nagyobb lett: "az egész belváros rettenetes lángokban állt a vízparthoz közel; a híd minden háza, a Temze utcái, fölfelé végig Cheapside felé, és lefelé a Három Daru irányába, minden a tűz martalékává vált." Este Evelyn feljegyezte, hogy a folyó megtelt értékekkel telepakolt menekülő bárkákkal és csónakokkal. Figyelte a szűk kapukon keresztül áramló tömeget, aki csak tudott az északra és keletre elterülő nyílt rész felé igyekezett, ahol már "mérföldekre nyúlva mindenféle ingóság volt szétszórva, rengeteg, emberek és megmentett értékeik számára felállított sátor között."

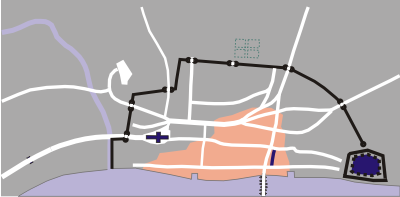
A tűz elterjedése hétfő estére. A lángok főleg északi és nyugati irányba terjedtek

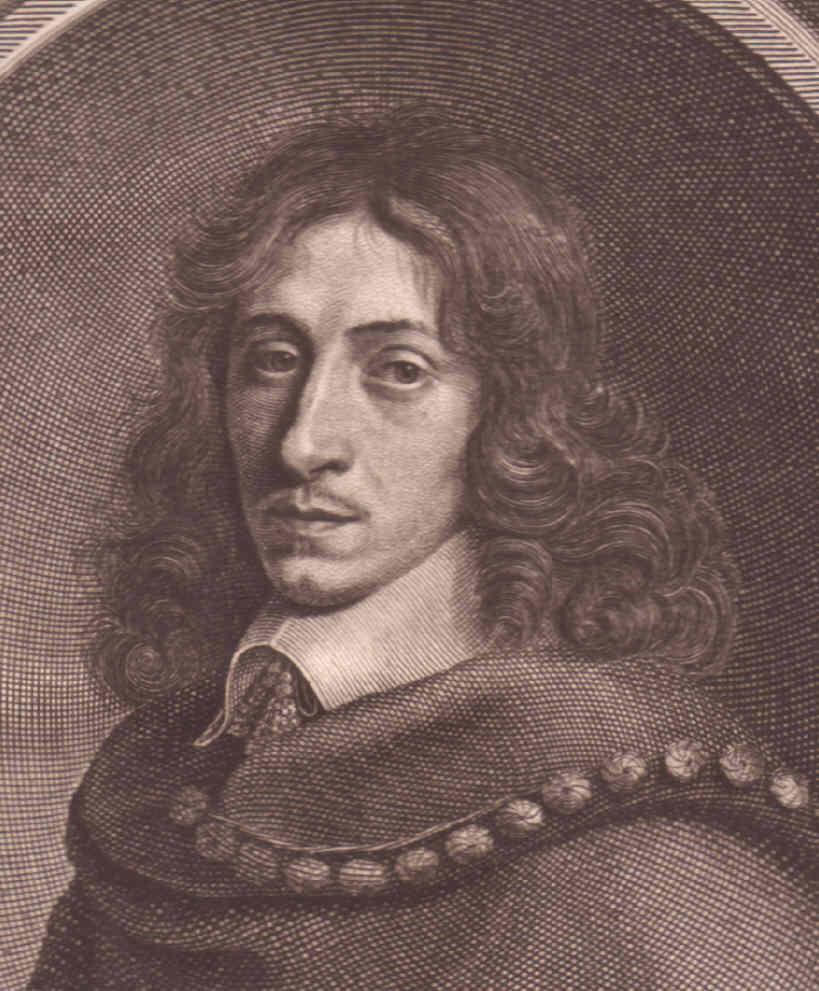
John Evelyn

A gyanú hamar felmerült a fenyegetett városrészben, hogy a tűz nem a véletlen műve volt. A szél miatt messzire jutó szikrák és égő pihék a távolabbi területeken is tüzet okoztak, amik a nagy tűzvésztől függetlennek tűnhettek a távolság miatt, és amik táptalajt adtak olyan találgatásoknak, hogy szándékosan keletkeztek. A külföldiek azonnal gyanússá váltak az éppen folyó második angol-holland háború miatt. A sejtés hétfőre biztossá vált, és közelgő invázióról valamint külföldi beépített ügynökökről érkeztek beszámolók, akik "tűzgolyókat" dobáltak a házakba, vagy épp kézigránátokkal és gyufákkal kapták el őket. Az utcákon erőszakhullám söpört végig. William Taswell tanúja lett, amint a csőcselék egy francia festő boltját kifosztja és a földig rombolja, valamint elszörnyedve látta, ahogy egy patkolókovács egy vascsővel fejbe ver egy franciát. A terror okozta félelem egyre nagyobb méreteket öltött, miután a kommunikáció és hírszerzés a tűz miatt egyre lehetetlenebbé vált. Az Általános Postahivatal (General Letter Office) a Threadneedle Streeten, ami az egész ország postáját kezelte, hétfőn kora reggel megsemmisült. A The London Gazette hétfői kiadását még az utolsó pillanatban sikerült kiadni, mielőtt a nyomda épülete teljesen leégett volna (az újságban főleg társadalmi pletykák voltak, csupán egy rövid bekezdés említette a tűzesetet, ami még "most is dühösen tombol"). Az egész nemzet ezen kommunikációs vonalakról tájékozódott, és a hiányuk miatt keletkezett űrt pletykák és szóbeszédek töltötték ki. Egyesek egy újabb Lőporos összeesküvésről beszéltek. Ahogy a gyanakvás pánikba és üldözési mániába csapott át hétfőn, a londoni polgárőrség (Trained Bands) és a gárda (Coldstream Guards) egyre kevésbé a tűz oltásával foglalkozott, hanem inkább a külföldiek, katolikusok és gyanús alakok letartóztatására, a tömegtől való megvédésére, vagy épp egyszerre mindkettőre fókuszált.
A City lakosai, főleg a felsőbb osztálybeliek, elkeseredetten próbálták menteni értékeiket. Ez a szegényebbek számára egyfajta bevételi forrást jelentett, ugyanis őket bérelték fel hordárnak (gyakran azonban az ingóságokkal együtt egyszerűen nyomuk veszett). Különösen a kocsi és hajótulajdonosok jártak jól. Egy kocsi bérlése szombaton, a tűzvész előtt alig került többe néhány shillingnél, míg hétfőre az ár 40 fontra nőtt (a pénznem 2005-ös értékével számolva ez több mint 4000 fontot jelent). Hogy hasznot húzhasson a helyzetből, látszólag az összes London környéki kocsis megindult a City felé, ahol a szűk sikátorokban óriási dugó és tolakodás alakult ki, ahogy a rettegő belvárosiak pont az ellenkező irányba próbáltak menekülni. A kapuknál a káosz oly hatalmas méreteket öltött, hogy a város elöljárói hétfő délután elrendelték a City kapuinak bezárását. Remélték, hogy döntésükkel elérik, hogy a lakók figyelmét így kevésbé az értékeik védelme, mint inkább a tűz elleni harc fogja lekötni: "így, hogy nincs esély megmenteni azt, ami maradt, talán még elkeseredettebben igyekeznek eloltani a lángokat." A hirtelen hozott határozat nem vezetett eredményre és másnap eltörölték.
Annak ellenére, hogy az utcákon megbomlott a rend, különösen a kapuk környékén, és a tűz akadálytalanul terjedt, hétfőn kezdődött meg a szervezett védekezés. Bloodworth, aki főpolgármesterként felelős lett volna az oltás irányításáért, nyilvánvalóan elhagyta a Cityt: nevét nem említik a hétfői események feljegyzései. A vészhelyzet miatt a király átvette az irányítást a City vezetőitől, és a szükséges műveletek elvégzését testvérére, Jakabra bízta. Jakab a tűz kerülete mentén álláspontokat alakított ki, és az utcán fellelt alsóbb osztályba tartozó férfiakat erőszakkal tűzoltó csoportokba toborozta. Minden állásnál három udvaroncot tettek meg parancsnokká, akiket maga Károly bízott meg a tűzgátak kialakításának elrendelésével. A Korona látható szolidaritási gesztusával próbálta a polgárok azon rossz előérzetét meggátolni, hogy később ők lesznek pénzügyileg felelősek a ledöntött épületekért. Jakab és a testőrség egész hétfőn az utcákat járta, a külföldieket mentették a csőcseléktől és próbáltak rendet tartani az utcákon. Egy szeptember 8-ai dátummal jegyzett levélben egy tanú a következőket írta: "York hercege [Jakab] megnyerte az emberek szívét azzal, hogy éjt-nappallá téve szakadatlanul és fáradhatatlanul harcolt a Tűz ellen."
Hétfő estére biztossá vált, hogy a  londoni Tower nyugati párja, a Baynard-vár erős kőfalai nem fognak ellenállni a lángoknak. A történelmi királyi palota egész éjjel égett és teljesen elpusztult.
Egy korabeli feljegyzés szerint hétfőn, vagy később II. Károly személyesen is részt vett a tűz oltásában, vizet öntött a lángokra és az épületek ledöntésében is segített.

### Kedd

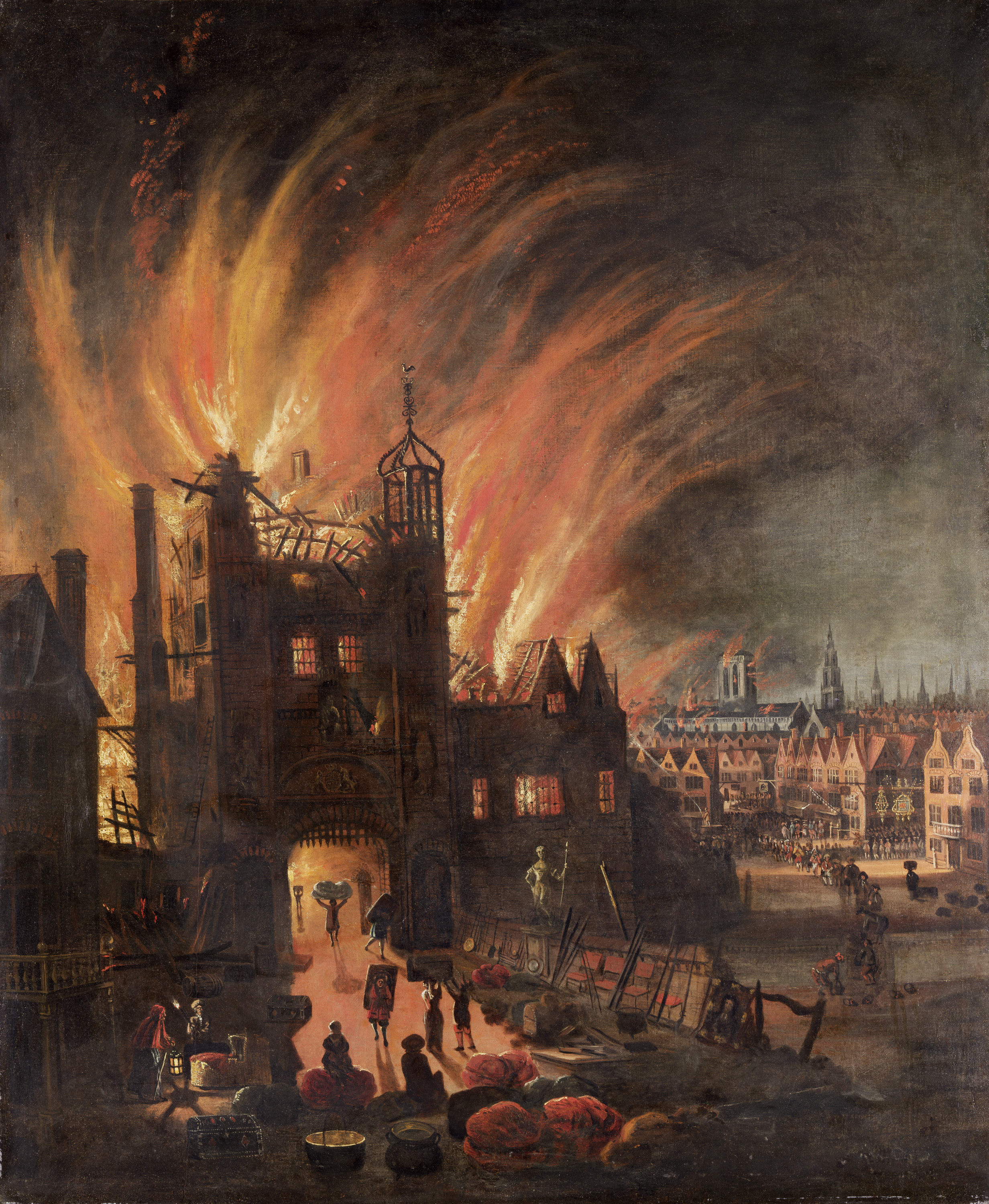
Az égő Ludgate, a városfal legnyugatibb kapuja. A Szent Pál-székesegyház a távolban látható, ahogy éppen lángra kap. Ismeretlen festő műve

Szeptember 4-én, kedden, történt a legnagyobb pusztítás. Jakab Temple Barnál kialakított állomásának, ahol a Strand és a Fleet Street találkozik, meg kellett volna állítania a tüzet nyugati irányba, amerre Whitehall is elterül. A Fleet Bridge-től egészen a Temzéig tűzoltók dolgoztak, és Jakab remélte, hogy a Fleet folyó természetes tűzgátat képezve megállítja a lángokat. Kedd hajnalban azonban a még mindig tomboló keleti szélnek köszönhetően a tűz átjutott a Fleeten. A hírt, hogy a lángok továbbterjedtek nyugati irányba, döbbenten fogadták Whitehallban. Evelyn így írt erről: "Oh, az a zűrzavar, ami akkor lett az udvarban!"
Köszönhetően a terv szerinti munkának, Jakab emberei hatalmas tűzgátat alakítottak ki északi irányba, ami azonban csak késő délutánig tartotta magát: ekkorra a lángok átjutottak rajta és kigyulladt Cheapside széles luxus-bevásárlóutcája is.
Mindenki úgy gondolta, hogy a Szent Pál-székesegyház biztos menedék, hisz vastag kőfalai minden bizonnyal ellenállnak a tűznek, és az előtte elterülő üres tér tűzgátként megállítja a lángokat. A templom belsejében kimentett ingóságokat halmoztak fel, kriptáját pedig a szomszédos Paternoster Row könyvárusai és nyomdászai használták fel készleteik megőrzésére. Szerencsétlenségükre az épület körbe volt állványozva, mivel épp az akkor még viszonylag ismeretlen Christopher Wren által irányított felújítási munkálatok folytak. A faállvány kedd éjjel gyulladt ki. William Taswell egy mérföldre a katedrálistól, a Westminster Lépcsőkön állt, és onnan figyelte, ahogy a templom épületét fokozatosan körbeérik a lángok és az állványzatról továbbterjednek a tető faszerkezetére. Fél órán belül megolvadt az ólom a tetőn, a kriptában tárolt könyvek pedig pillanatok alatt lángra kaptak. "Pál kövei gránátként repültek szét, az olvadt ólom patakokban folyt az utcákra, melynek kockakövei tűzvörösen izzottak, hogy se ló, se ember nem volt képes rálépni" – írta Evelyn naplójába. A katedrális rövid időn belül rommá vált.
A nap folyamán a lángok Pudding Lane környékéről kelet felé kezdtek terjedni, az uralkodó keleti széllel szembe, Pepys Seething Lane-en található háza és a londoni Tower felé, aminek raktáraiban nagy mennyiségű puskaport tároltak. Miután egész nap hiába várták Jakab hivatalos tűzoltóit – akik akkor épp nyugaton harcoltak a tűzzel –, a Tower testőrsége végül kezébe vette az irányítást és tűzgátakat alakítottak ki úgy, hogy egy nagy területen az épületeket fölrobbantották. Ez megfékezte a lángokat.

### Szerda

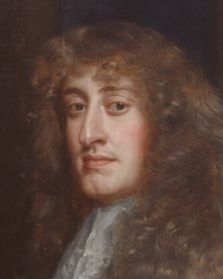
Jakab, York hercege, később II. Jakabként angol király

Kedd este a szél lecsillapodott, így szerdán, szeptember 5-én, a testőrség tűzgátai hatékonnyá váltak. Pepys végigsétált a füstölgő belvároson és megmászta a Barking templom tornyát, hogy onnan nézzen szét; "a legszomorúbb pusztítás, amit valaha láttam", írta a porig rombolt Cityről. Még ekkor is számos különálló kisebb tűz égett, de a Nagy Tűzvész elült. Pepys meglátogatta a Citytől közvetlenül északra található Moorfields-et, ahol az otthon nélkül maradt menekültek hatalmas tábora terült el, és amiről így írt: "szegény nyomorultak, minden ingóságukat odavitték, és ott vigyáztak rá". Megfigyelte azt is, hogy a park közelében a kenyér ára megduplázódott. Evelyn is ellátogatott Moorfields-be, ami ekkorra már a hontalanok fő gyülekezőhelye lett. Az udvaronc elborzadt a szerencsétlenek számától, akik közül néhányan sátrakba húzódtak, mások pedig rögtönzött viskókba: "Sokuk még rongy, vagy egyéb felszerelés, ágy vagy élelem nélkül volt... a legszélsőségesebb nyomorba és szegénységbe taszítva." Evelynt lenyűgözte a nincstelen londoniak büszkesége, "akik készek inkább meghalni az éhségtől és nyomortól, minthogy egy enyhülést hozó pennyt is kérjenek."
A francia és holland terroristáktól való félelem a tetőfokára hágott, és szerda éjjel a Parliament Hillen, Moorfieldsen és Islingtonban kialakított táborokban zavargások törtek ki. Egy fényjelenség hatására, ami az égbolton Fleet Street fölött tűnt fel, pletykák kezdtek terjedni, hogy 50 000 francia és holland bevándorló, akikről széles körben hitték, hogy a tűzvészt okozták, megindult Moorfields felé, hogy bevégezze azt, amit a lángok elkezdtek: elvágják a férfiak torkát, megerőszakolják a nőket és elvegyék azt a kevés értéket is ami a menekülteknél maradt. A riadt csőcselék az utcákra tódult és minden útjukba kerülő külföldit megtámadtak, Evelyn szerint csak "hatalmas erőfeszítéssel és nagy nehézségek árán" sikerült a polgárőrségnek, a királyi testőrségnek (Life Guards) és az udvar tagjainak megfékezni és visszaszorítani a táborokba az embereket. A közhangulat miatt II. Károly egy egész Londonra kiterjedő monarchiaellenes lázadástól tartott. Az élelmiszer előállítása és az élelmiszerellátás teljesen megszűnt. Károly bejelentette, hogy minden nap kenyérszállítmányt hoznak a Citybe és biztonságos piacokat alakítanak ki a leégett területek mentén. A piacokon nemcsak vásárlásra, hanem eladásra is lehetőség volt, és természetesen elsősegélynyújtó helyet is kialakítottak.

## A pusztítás és halálos áldozatok

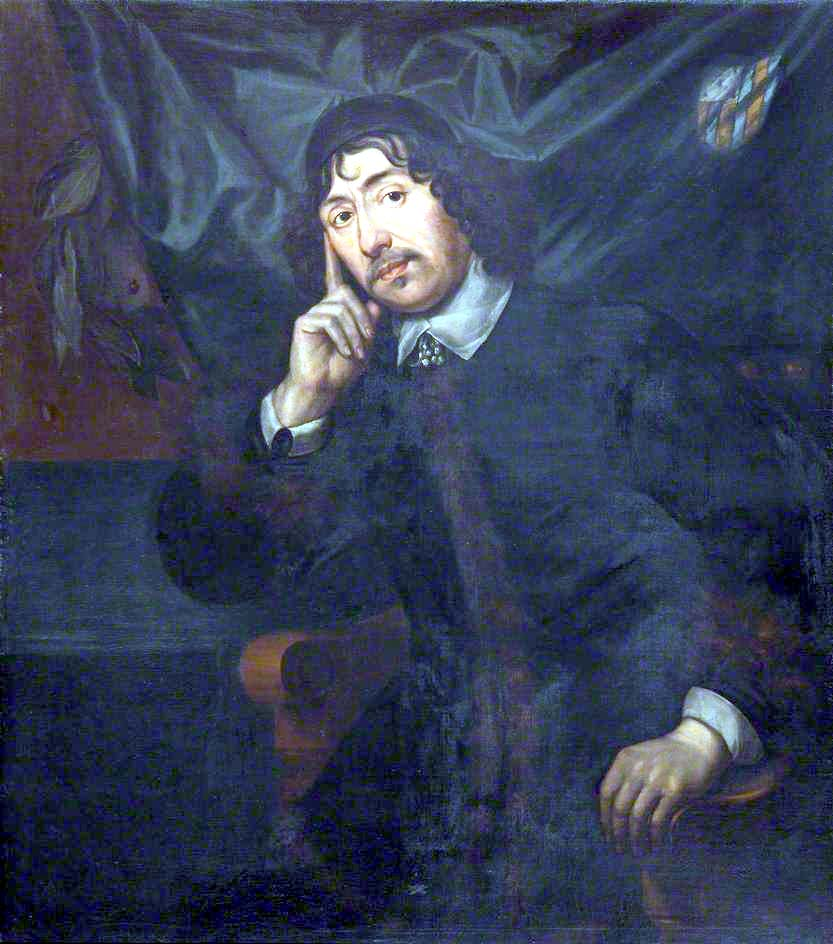
James Shirley

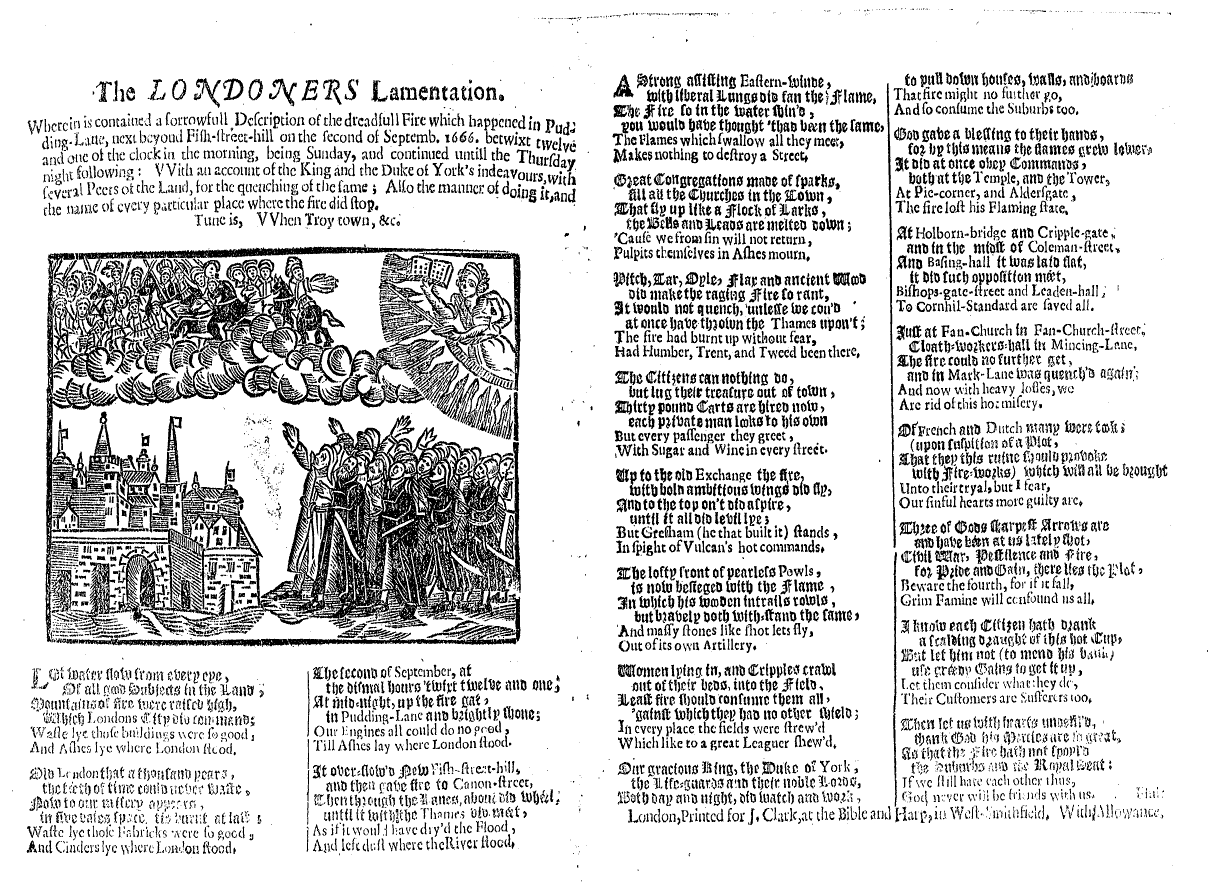
The LONDONERS Lamentation, broadside ballad

Hivatalosan csupán néhány halálesetet jegyeztek föl a tűzvésszel kapcsolatban és hagyományosan alacsonynak gondolják az áldozatok számát. Porter könyvében nyolcat említ, míg Tinniswood szerint kevesebben mint tíz, igaz, utóbbi megjegyzi, hogy néhányat biztosan nem jegyeztek fel és a közvetlenül a tűz miatt bekövetkezett halálesetek mellett sokan eltűntek a menekültek táboraiban. Hanson azonban kétli, hogy csupán kevés halálos áldozata lett volna a katasztrófának, felsorolva ismert haláleseteket a túlékők körében az éhség és hipotermia miatt. Utóbbi oka a szeptemberi tűz után beálló hideg tél volt, az emberek "összetákolt viskókban, vagy egykori otthonuk romjai közt" nem tudtak a fagy ellen megfelelően védekezni. Ennek lett áldozata James Shirley drámaíró és felesége is. Hanson azon a véleményen van, hogy nehéz elhinni, hogy Jakabnak sikerült az összes római katolikust és külföldit megmenteni a dühöngő csőcseléktől, hogy a hivatalos számok nagyon keveset említik a nem dokumentált szegények sorsát, és hogy a tűz szívében a hő sokkal nagyobb volt, mint egy átlagos lakástűz esetén, ami már önmagában elég ahhoz, hogy a holttesteket teljesen megsemmisítse, vagy akár csak néhány koponyacsontot hagyjon maga után. A lángokat nem csak a fa, az épületek és a nádtetők táplálták, hanem olaj, szurok, szén, faggyú, zsír, cukor, alkohol, terpentin és puskapor, amiket a folyóparti területeken tároltak. A tűz megolvasztotta a rakpart acéljait (olvadáspontjuk 1250 °C (2300 F) és 1480 °C (2700 F) között), valamint a City kapuinak láncait és lakatjait (olvadáspontjuk 1100 °C (2000 F) és 1650 °C (3000 F) között). Az ismeretlen csontmaradványok nemigen válthattak ki nagy érdeklődést a több tízezer tonna törmelék és rom között keresgélő éhező emberekből, akik értékek után kutattak, vagy a munkásokból, akik az újjáépítés során a törmeléket takarították. A józan ész és a "többi nagyobb városi tűzvész" tapasztalatai alapján Hanson kiemeli, hogy a szegények rothadó viskóit hihetetlen erősséggel megtámadó tűz biztosan csapdába ejtette legalább "az öregeket, a nagyon fiatalokat, a sántákat és a nyomorékokat", akiknek a maradványait maga alá temette a nagy mennyiségű törmelék. Ezek miatt a halálos áldozatok száma nemhogy négy és nyolc között van, hanem "több száz, elég valószínű a több ezer is."
Az anyagi károk hatalmasak voltak, 13 500 ház, 87 plébániatemplom, a londoni céh 44 központja, a Royal Exchange, a vámház, a Szent Pál-katedrális, a Bridewell-palota, a City több börtöne, az Általános Postahivatal (General Letter Office), és a város három nyugati kapuja, Ludgate, Newgate, és Aldersgate semmisült meg. A károk az első becslések szerint 100 000 000 fontra rúgtak (a pénznek akkori értékével számolva), az összeget azonban később a bizonytalan 10 000 000 fontra csökkentették (a valuta 2005-ös értékével számolva ez több mint 1 milliárd font). Evelyn szerint megközelítőleg 200 000, különböző rangú és hivatalú ember gyűlt össze az Islington és Highgate felé elterülő mezőkön, valamennyien a felhalmozott megmentett értékeik mellett vesztegelve.

## A nagy tűzvész után

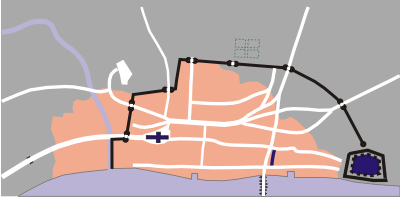
A tűz által elpusztított terület nagysága

A gyors bűnbakképzés egyik példája Robert Hubert, egy bolond francia órakészítő esete, aki azt vallotta, hogy a pápa követeként ő kezdte a tüzet Westminsterben. Később beszámolóját módosította annyiban, hogy a Pudding Lane-ben található pékségben kezdte a tüzet. Hubertet elítélték, azon kételyek ellenére is, hogy alkalmas-e egyáltalán megérteni az ügyét, és 1666. szeptember 28-án felakasztották Tyburnben. Csak kivégzése után derült ki, hogy valójában két nappal a tűzvész kitörése után érkezett Londonba. Azon állításokat, hogy a katolikusok gyújtották fel a várost, a katolikusbarát II. Károly udvarának ellenségei hatásos politikai propagandaként használták, különösen a király uralkodása idején bekövetkező „pápista összeesküvés” és a kirekesztési válság idején.
Hollandiában a londoni nagy tűzvészt a "Holmes máglyája" isteni megtorlásának fogták fel. "Holmes máglyája" néven híresült el az a Sir Robert Holmes által vezetett rajtaütés, amely során az angolok kirabolták és felgyújtották a hollandiai Nyugat-Terschellinget.

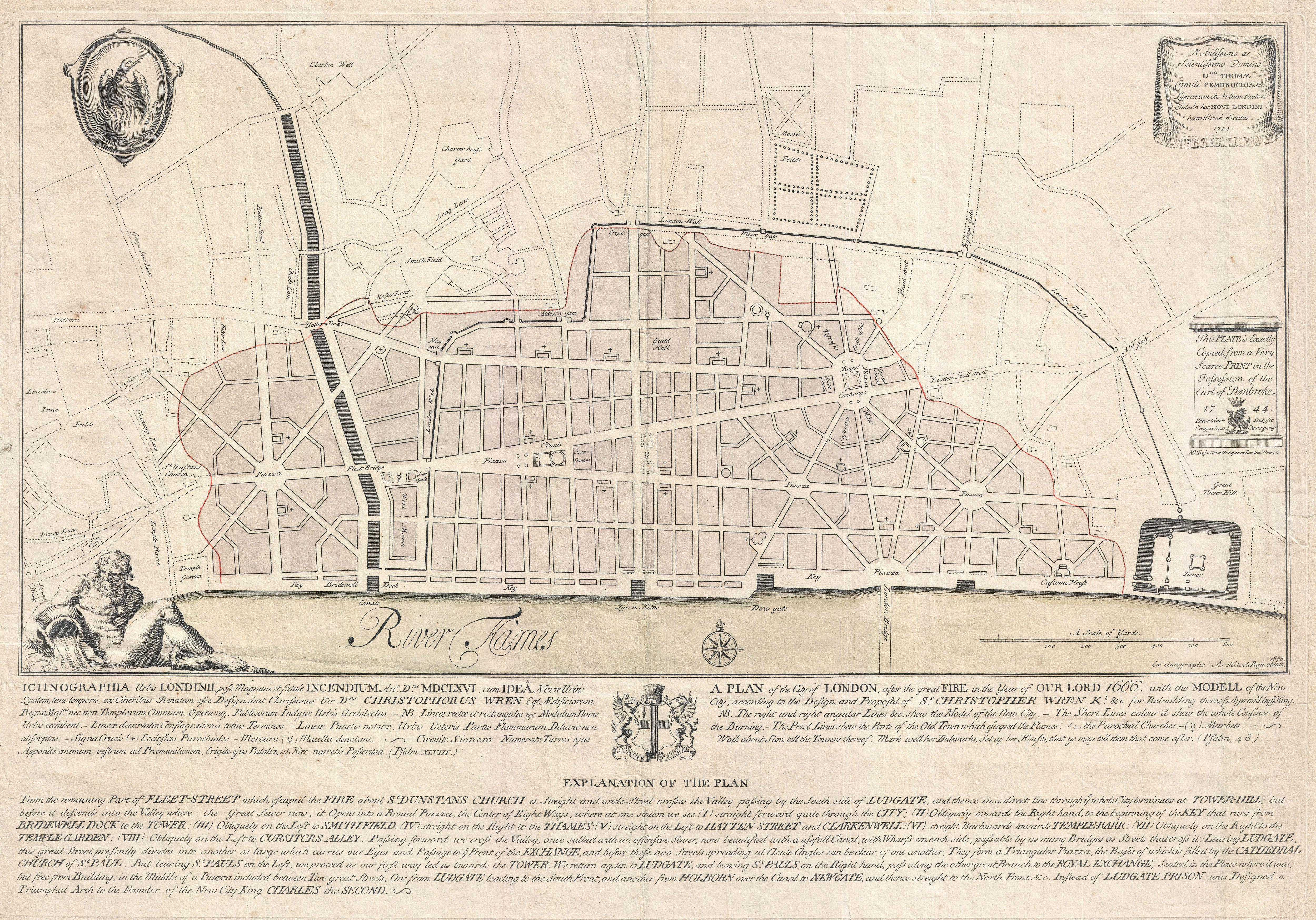
Wren elutasított terve London újjáépítéséről

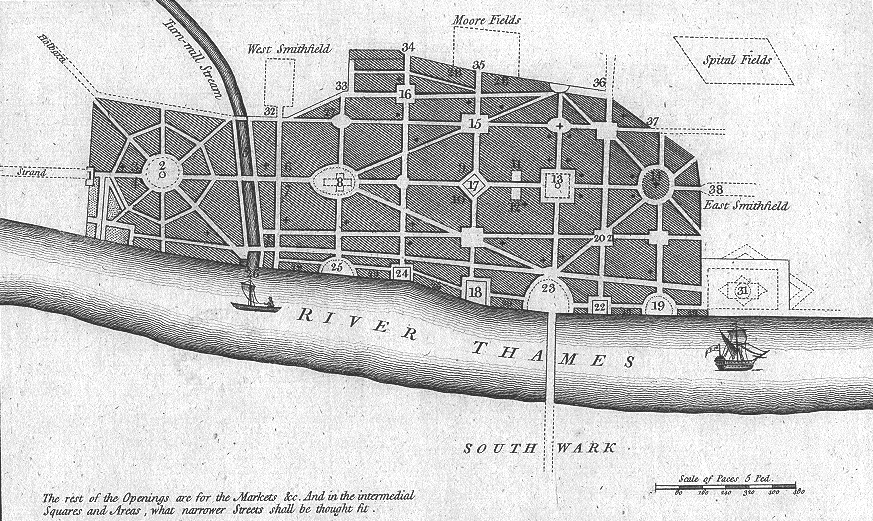
Evelyn terve egy új City of Londonról

A tüzet követő káosz és nyugtalanság alatt II. Károly aggódott, hogy Londonban egy újabb felkelés tör ki. Arra biztatta a hontalanná váltakat, hogy hagyják el a fővárost és máshol telepedjenek le. Ezt nyomatékosítva egy kiáltványt bocsátott ki, miszerint "minden és bármilyen város ellentmondás nélkül befogadja az említett szükségben lévő embereket és megengedi nekik fizikai munkavégzésük szabad gyakorlását." A fővárosban egy különleges Tűz Bíróság (Fire Court) alakult meg mely a bérlők és a tulajdonosok közötti viták elrendezését intézte, valamint aminek a döntése volt, hogy ki kezdhet újjáépítésbe. Ez utóbbit a fizetési képesség szerint döntötték el. A Bíróság 1667 februárjától 1672 szeptemberéig működött.  Az ügy meghallgatása után általában egy napon belül ítélet született, a Bíróság nélkül a hosszabb jogi pereskedések nagyban késleltethették az újjáépítést, amire Londonnak nagy szüksége volt. II. Károly biztatására számos radikális újjáépítési terv született a Cityről. Ha egyik ilyen vázlat szerint építik fel a belvárost, London a pompázó barokk Párizs riválisa lehetett volna (lásd Evelyn terve jobbra). A Korona és a City hatóságai megpróbálták megállapítani az egyes épületek és területek tulajdonosait azért, hogy megtárgyalhassák velük a nagyméretű városrendezés és átalakítások következtében fizetendő kártérítést, de ezen valószerűtlen ötletet végül elvetették. A munkások toborzása és a leégett épületek telkeinek felmérése a legtöbb, napról napra élő embert hidegen hagyta, csakúgy, mint azokat, akik elhagyták a várost; a tüzet követő munkaerőhiány lehetetlenné tette a tervek megvalósítását. Wren és Evelyn mellett Robert Hooke, Valentine Knight és Richard Newcourt is benyújtott terveket az újjáépítéshez.

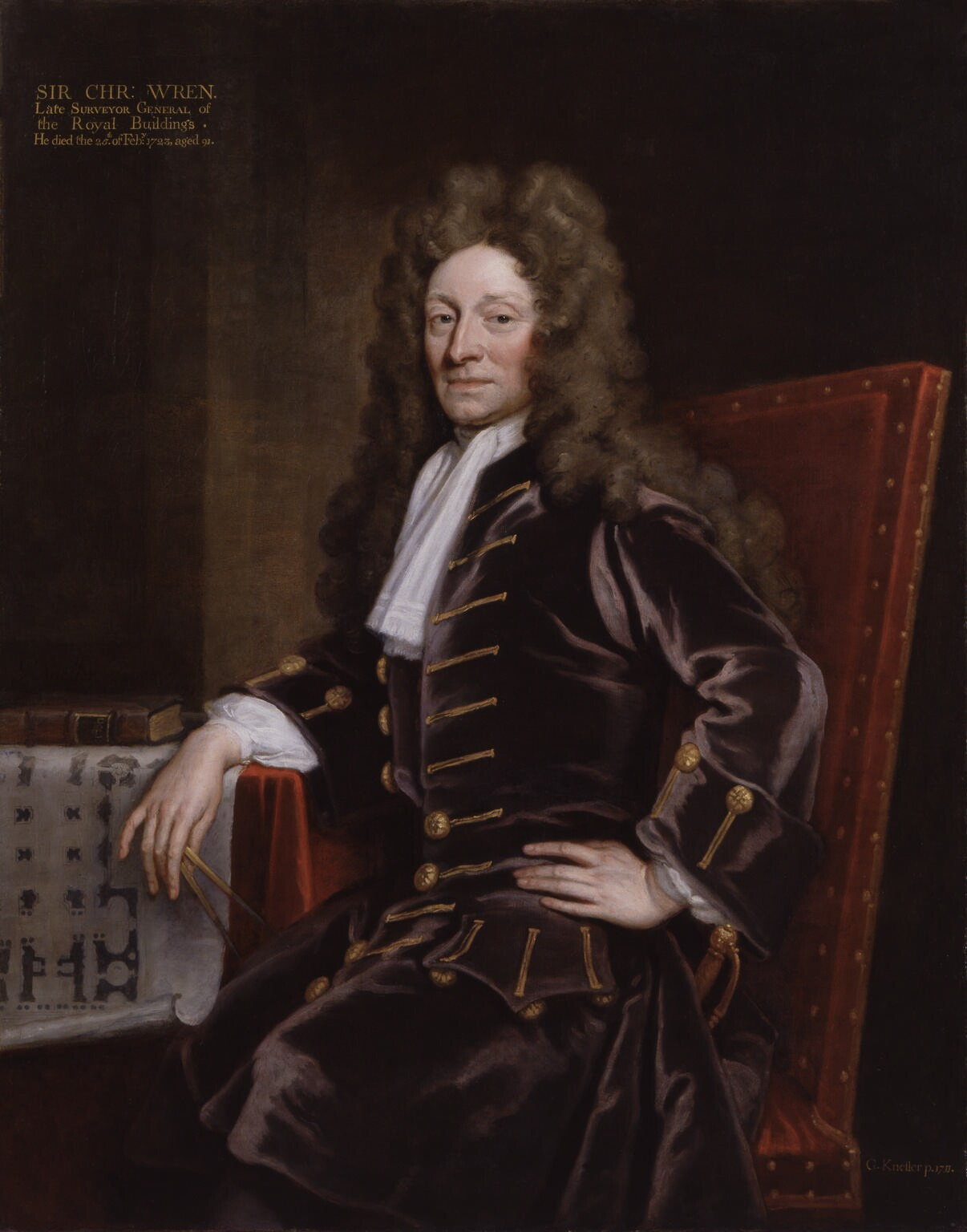
Sir Christopher Wren

A megoldatlan tulajdonviszonyok bonyolultsága miatt a City egyetlen, piazzákat és sugárutakat tartalmazó barokk terve sem valósult meg; senki nem volt, akivel tárgyalni lehetett volna, és nem volt megfelelő módszer a kártérítés mértékének megállapítására sem. Az újjáépített Cityben a régi utcarendezés valósult meg, higiéniai és tűzvédelmi fejlesztésekkel: szélesebb utcák, nyitott és elérhető rakpart a Temze mentén végig, a folyóhoz való szabad hozzáférést gátló épületek nélkül, és, ami a legfontosabb, a házakat téglából és kőből építették, nem fából. A korábbiak helyén új középületeket emeltek, és a Szent Pál-katedrális is felépült, Wren további 50 új temploma mellett.
A király kezdeményezésére emlékművet állítottak fel a Pudding Lane közelében, melyet Christopher Wren és Robert Hooke tervezett. A 61 méter magas, pusztán "Az Emlékmű"-ként emlegetett építmény még egy metróállomásnak is nevét adta. 1668-ban a feliratot megtoldották a katolikusok vádolásával is:
"Itt, a menny engedelmével, elszabadult a pokol e Protestáns városban..... a City legfélelmetesebb tűzvésze; kezdte és véghezvitte a pápista csoport árulása és rosszakarata... A pápai őrület, mely ily borzalmat hozott, még nem ért véget..."

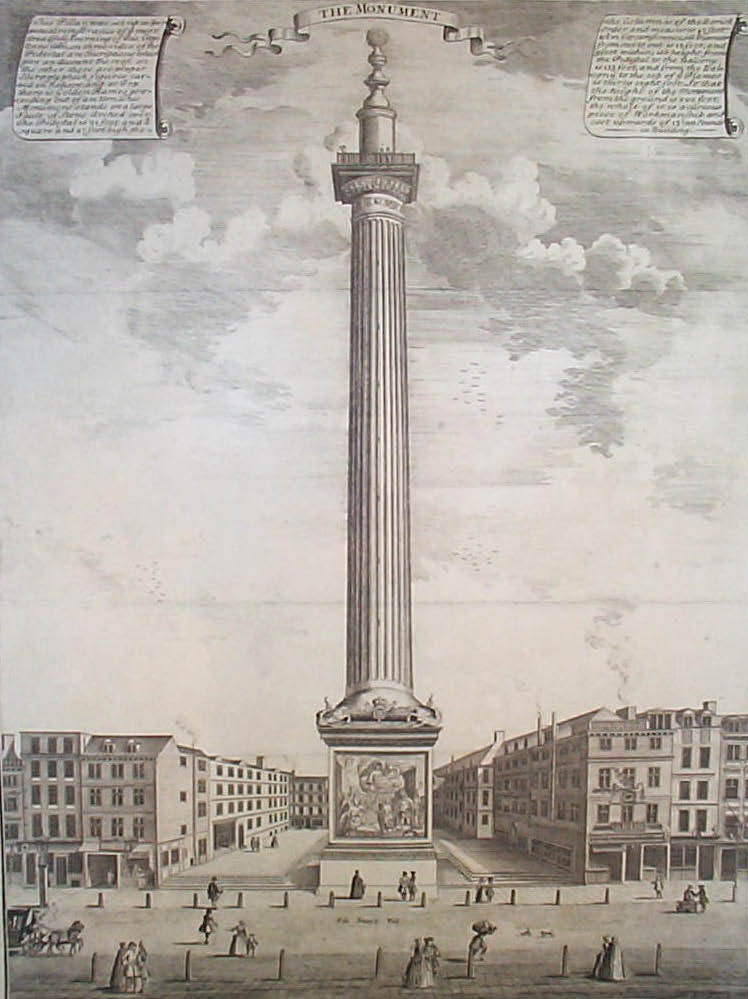
1753 körül készült rajz a Pudding Lane közelében álló emlékműről

Károly testvére, Jakab négy évig tartó uralkodását leszámítva (1685–1689) a felirat egészen 1830-ig, a katolikusok egyenlőségéről szóló törvény megszületéséig (Catholic Emancipation Act, 1829.) megmaradt.
Egy másik emlékmű, a Smithfieldben elhelyezett Pye sarki Arany Fiú (Golden Boy of Pye Corner) a tűzvész sikeres megfékezésének helyét jelöli. A felirat szerint a Pudding Lane-en kezdődő és itt véget érő tűz a Londont mohósága miatt elérő Isten haragjának bizonyítéka. A teória, hogy a tűzvész a falánkság, mint főbenjáró vétek miatti büntetés, egy korabeli paptól származik, aki úgy érvelt, hogy a bujaságot egy Drury Lane-nél (itt volt a színésznők törzshelye és a hely a kicsapongó viselkedés metaforája volt), míg az istenkáromlást egy Billingsgate-ből (ahol a halkereskedők híresek voltak káromkodásaikról) kiinduló tűz torolta volna meg, ha pedig a hazugság miatt kellett volna bűnhődniük a londoniaknak, a Westminster Halltól egészen a Cityig minden porig égett volna.
Az 1665-ös nagy londoni pestisjárvány a város lakosságának hatodával, vagy 80 000 emberrel végzett, és mivel a tűz után Londonban soha többé nem fordult elő ilyen járvány, egyesek úgy vélik, hogy a tűzvész a későbbiekben sok emberéletét megmentette azzal, hogy megsemmisített számos egészségtelen háztartást a patkányokkal és bolhákkal együtt, amik a betegséget terjesztették. A történészek nem értenek egyet arról, hogy a tűznek volt-e szerepe abban, hogy a későbbiekben soha többé nem ütötte fel a fejét hasonló nagyméretű pestisjárvány. A Museum of London honlapja szerint van összefüggés, míg Roy Porter történész szerint a katasztrófa során sértetlenek maradtak a város legegészségtelenebb részei, a külvárosi nyomornegyedek. Más magyarázatok kerültek előtérbe a járvány eltűnésével kapcsolatban, azzal az észrevétellel együtt, hogy a betegség a legtöbb európai városból szintén megközelítőleg ekkor tűnt el.
A tűzvész után alakították ki a Queen Street és King Street (a Queen Street folytatása a Cheapside-on túl) főútvonalakat, melyek több régi főutat vágtak át a Cityben, új útvonalat alakítva ki a Temzétől egészen a Guildhallig. Ez a két út volt a legjelentősebb változtatás az utcaszerkezetben a katasztrófa után.

## Fordítás
- Ez a szócikk részben vagy egészben  a   Great Fire of London című angol Wikipédia-szócikk ezen változatának fordításán alapul.  Az eredeti cikk szerkesztőit annak laptörténete sorolja fel. Ez a jelzés csupán a megfogalmazás eredetét és a szerzői jogokat jelzi, nem szolgál a cikkben szereplő információk forrásmegjelöléseként.

### Internet
- A BBC History cikke a tűzvészről (angolul)
- A nagy londoni tűzvész honlapja (angolul)
- A Rubicon cikke a tűzvészről (magyarul)
- A nagy londoni tűzvész (magyarul)